# Olympen

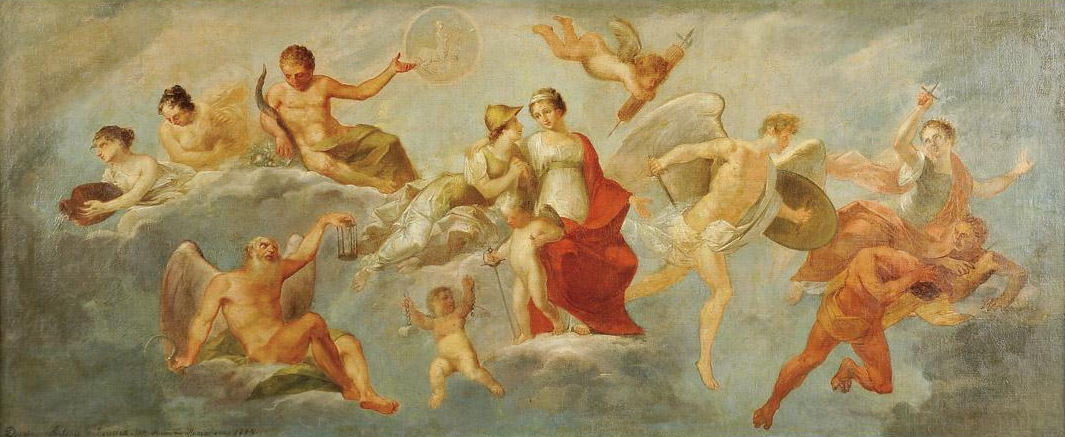
Domingos Sequeiras målning Deuses no Olimpo från 1794 som föreställer gudarna i Olympen.

Olympen eller Olymp (grekiska Όλυμπος Olympos) var i grekisk mytologi gudarnas boning. Berget i norra Thessalien – Greklands högsta berg Olympos – har oftast nämnts som platsen för gudakabinettet.

## Invånare
Det fanns i det forna Grekland en mängd gudar som vistades i Olympen (Theoi Olympioi). Bland de gudomligheter som räknade de flesta tillbedjarna fanns Olympens tolv stora gudar:

## Placering
Det finns flera berg i Grekland som heter Olympos. Det makedoniska/thessaliska Olympos är Greklands högsta berg med sina 2 918 m ö.h. Det var det mest berömda berget under den grekiska antiken, eftersom gudarna enligt folktron vistades och hade sina boningar där. Berget sågs som skådeplats och hem för de forngrekiska gudarna.

## Andra betydelser
Begreppet olymp eller Olympen kan även användas i en friare betydelse, för en samling gudar oavsett religion.